# Černý potok (Vidnavka)
Der Černý potok (deutsch Jüppelbach, am Oberlauf Schwarzwasser) ist ein rechter Nebenfluss des Weidenauer Wassers/Vidnavka in Tschechien.

## Verlauf
Der Černý potok entspringt am Nordhang des Žulový vrch (Brandkoppe, 718 m) am Nesselkoppenkamm (Sokolský hřbet) im Reichensteiner Gebirge. Seine Quelle befindet sich zwischen dem Grünberger Bruch und dem Erzbischöflichen Bruch im Friedeberger Granitmassiv. Auf seinem zunächst nach Nordwesten führenden Lauf durch das Friedeberger Bergland (Žulovská pahorkatina) fließt der Bach durch die Ansiedlung Zelená Hora und umfließt den Vycpálek (Haspelberg, 500 m) westlich. Bei den Andělské Domky wendet sich der Černý potok nach Osten und ändert an der Píšťala (Pfeifferstein, 447 m) seine Richtung nach Nordost. Nachfolgend erstrecken sich entlang des Baches die Dörfer Černá Voda und Rokliny. Am Unterlauf bahnt sich der Černý potok in einem tiefen Tal mit mehreren Flussschleifen den Weg durch das Bergland. Vorbei an Habina (Habichtova bouda) erreicht der Bach nach 14,8 Kilometern schließlich Malá Kraš, wo er in das Weidenauer Wasser/Vidnavka mündet.
Die durchschnittliche Durchflussmenge an der Einmündung des Červený potok beträgt 0,298 m³/s.

## Zuflüsse
- Mariánský potok bzw. Prudký potok (r), Černá Voda
- Hagewasser (r), am Schloss Černá Voda
- Plavný potok (l), unterhalb Rokliny
- Červený potok (r), bei Dolní Červená Voda